# گاز آتشفشانی

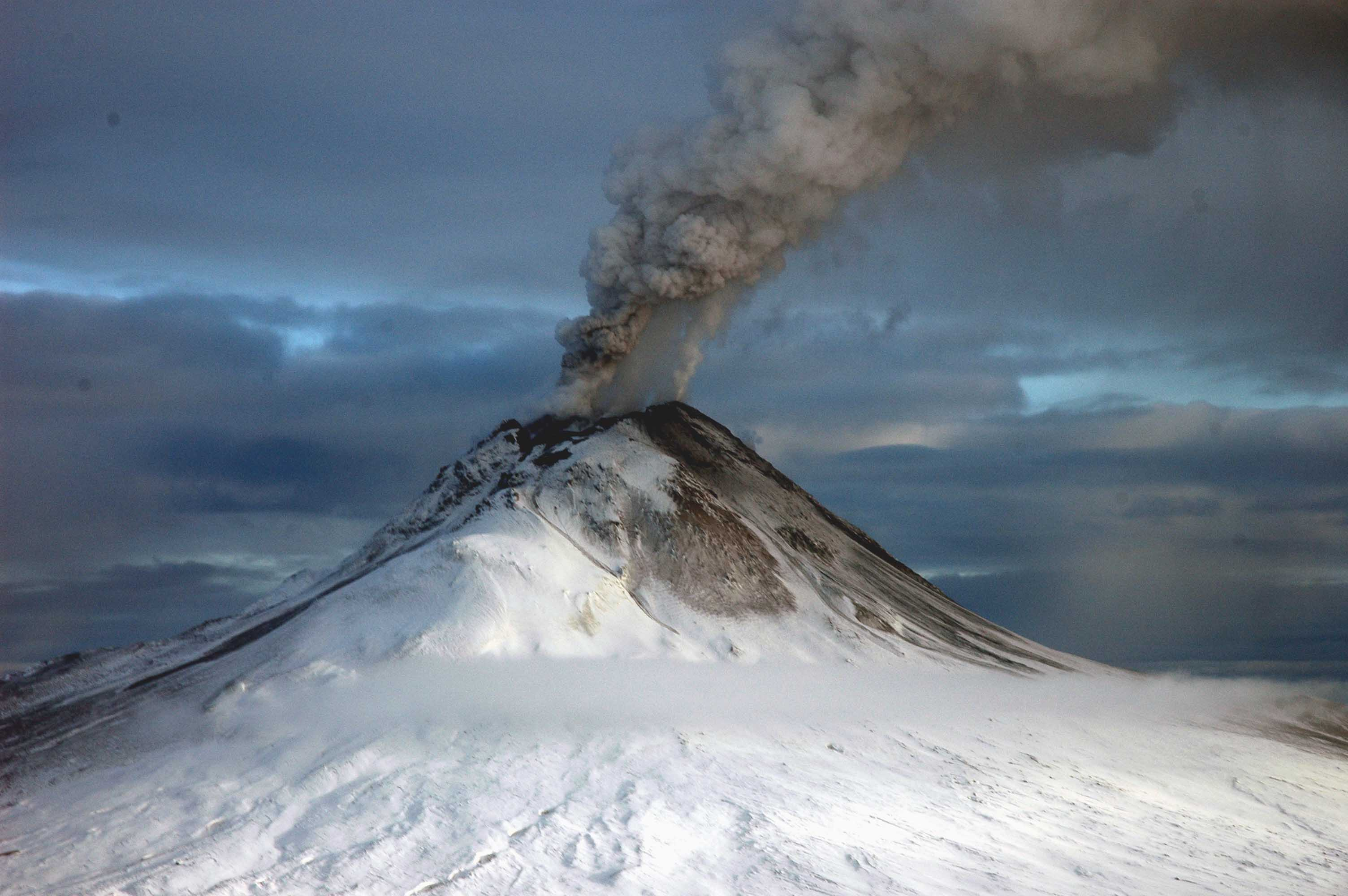
ورود گازهای آتشفشانی به همراه گرد و غبار و آذرآوار (تفرا) به جو زمین در هنگام فوران آتشفشان آگوستین، سال ۲۰۰۶

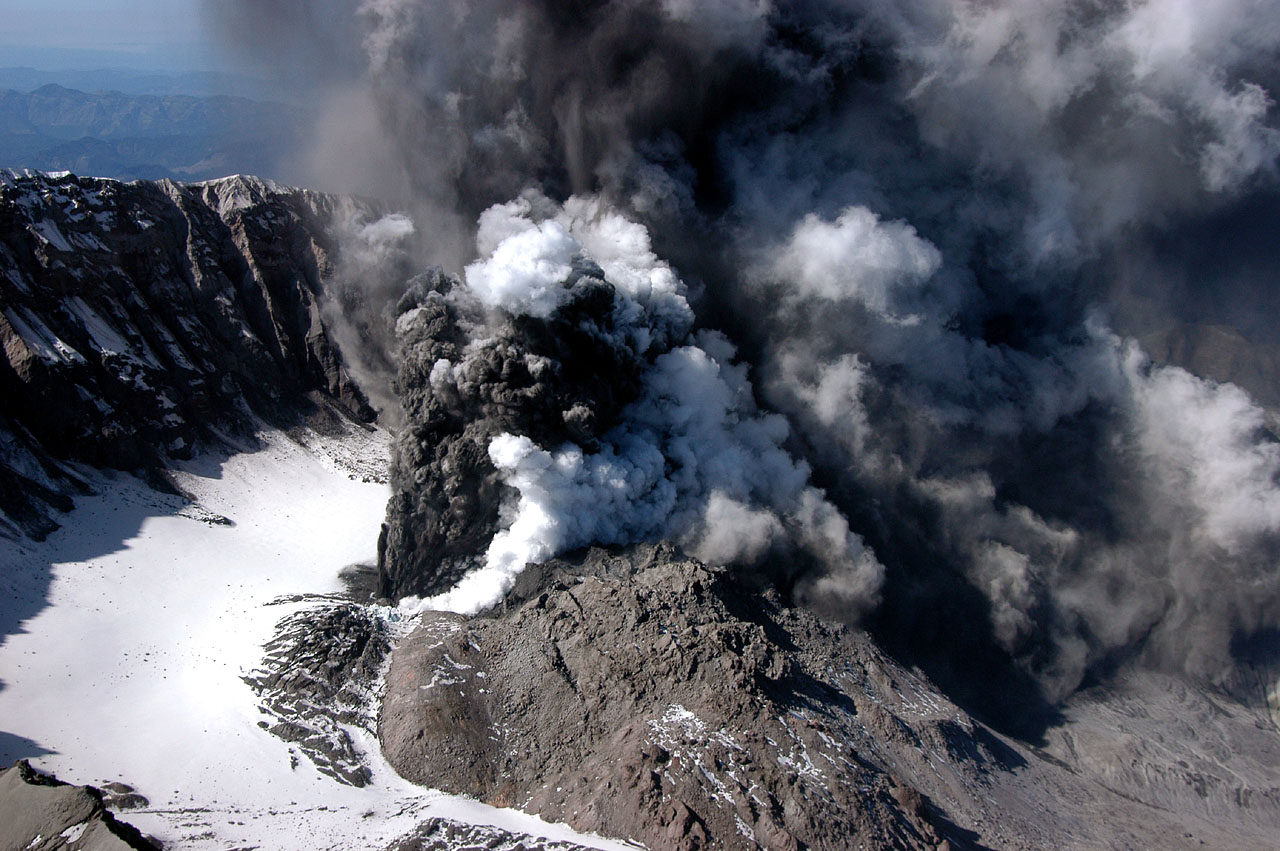
فوران آتشفشان کوه سنت هلن

گازهای آتشفشانی (انگلیسی: Volcanic gases) به موادی گفته می‌شود که از آتشفشان‌های فعال (و گاهی آتشفشان‌های خاموش) خارج می‌شوند. این مواد شامل گازهای به‌دام افتاده در حفره‌های (بافت حفره‌ای) سنگ‌های آتشفشانی و گازهای حل شده یا جدا شده از ماگما و گدازه‌ها است یا گازهایی که به‌طور مستقیم از گذاره خارج شده یا به‌طور غیر مستقیم از طریق گردش آب گرم پدید آمده‌اند.
منبع گازهای آتشفشانی در کره زمین موارد زیر است:
- مواد اولیه و جایگزین شده از گوشته زمین
- مواد جذب‌شده از پوسته زمین
- آب‌های زیرزمینی و جو زمین

موادی که در هنگام گرم‌شدن ممکن است گازی شده یا از خود گاز متصاعد کنند را مواد فرّار می‌نامند.